# Challacolloite
La challacolloite è un minerale.